# Nová Ves nad Nisou
Pour les articles homonymes, voir Nová Ves.
Nová Ves nad Nisou (en allemand : Neudorf an der Neiße) est une commune du district de Jablonec nad Nisou, dans la région de Liberec, en Tchéquie. Sa population s'élevait à 840 habitants en 2021.

## Géographie
Nová Ves nad Nisou se trouve à 4 km à l'est du centre de Jablonec nad Nisou, à 13 km à l'est-sud-est de Liberec et à 91 km au nord-est de Prague. C'est sur le territoire de la commune que se trouve la source de la Lužická Nisa (en allemand : Neisse).
|  |

La commune est limitée par Lučany nad Nisou au nord, par Smržovka à l'est, par Pěnčín au sud et par Jablonec nad Nisou à l'ouest.

## Histoire
La première mention écrite de la localité date de 1634.

## Administration
La commune se compose de deux sections :
- Horní Černá Studnice
- Nová Ves nad Nisou

## Galerie

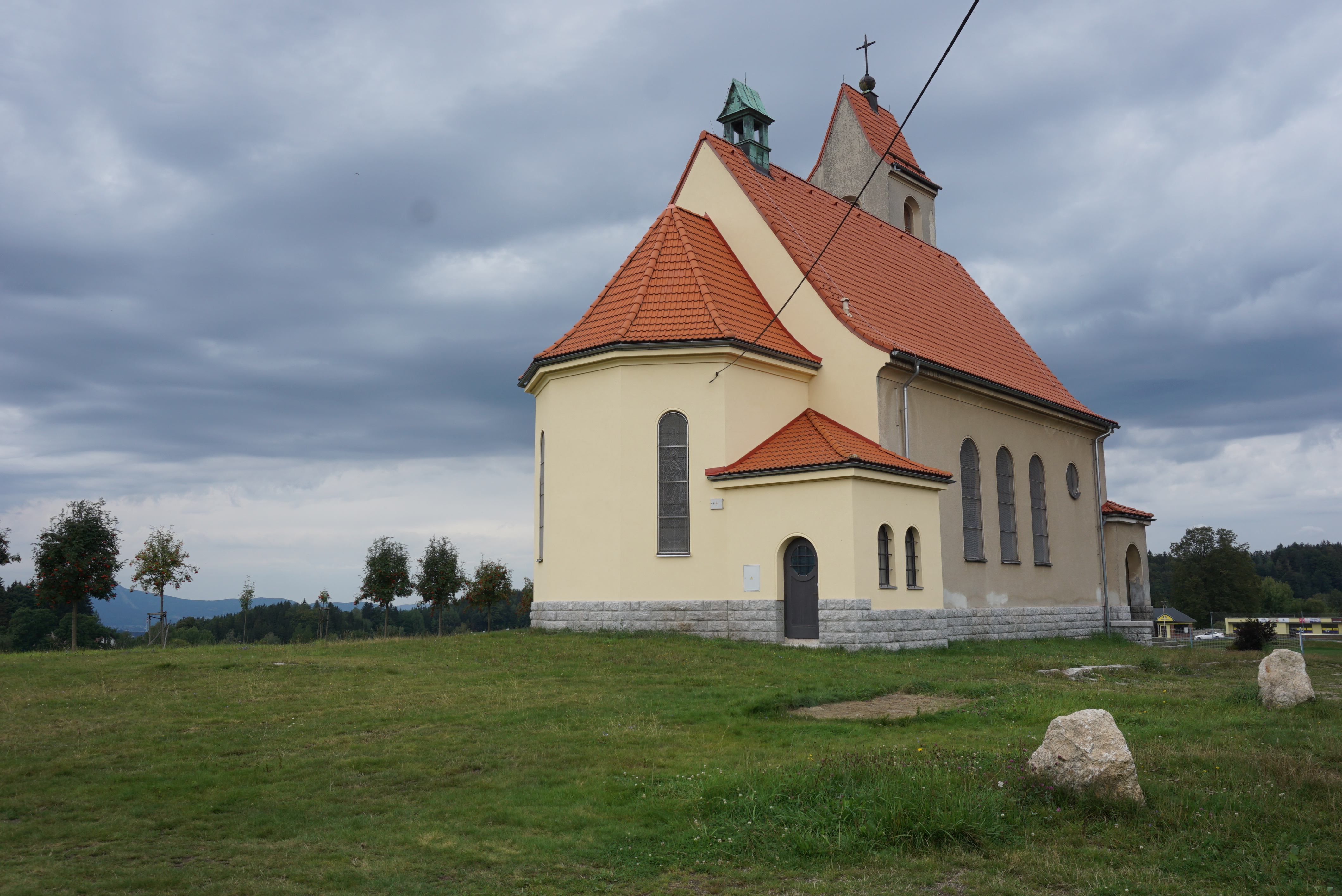
Église Notre-Dame auxiliatrice.
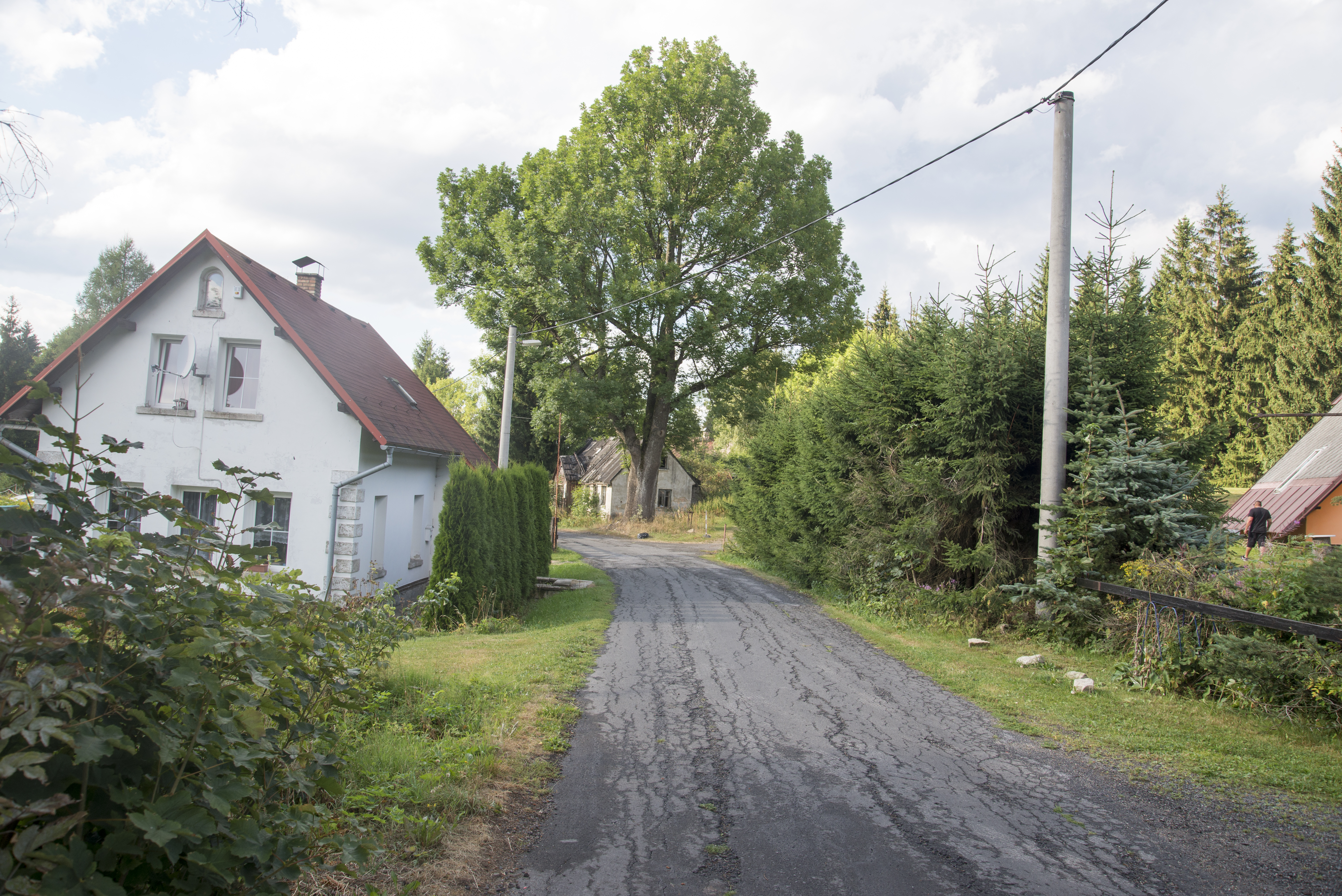
Horní Černá Studnice.

## Transports
Par la route, Nová Ves nad Nisou se trouve à 5 km de Jablonec nad Nisou, à 17 km de Liberec et à 112 km de Prague.